# 캐리 클락 워드
캐리 클락 워드(Carrie Clark Ward, 1862년 1월 9일 ~ 1926년 2월 6일)는 미국의 배우이다.

## 영화
- 더 이글 (1925년)
- 키다리 아저씨 (1919년)